# Agdistis kruegeri
Agdistis kruegeri là một loài bướm đêm thuộc họ Pterophoridae. Nó được tìm thấy ở Nam Phi (Bắc Cape, Tây Cape, Đông Cape, Kwa-Zulu-Natal).
Sải cánh dài 18–22 mm.Cánh trước màu xám với các đốm tối có thể nhì thấy, cánh sau màu xám đồng nhất. Con trưởng thành bay từ tháng 10 đến tháng 11.